# You Don't Know Jack (jeu vidéo, 2011)
Pour les articles homonymes, voir You Don't Know Jack (homonymie).
You Don't Know Jack est un jeu vidéo de type party game développé par Jackbox Games et édité par THQ, sorti en 2011 sur Windows, Wii, PlayStation 3, Xbox 360, Ouya, Nintendo DS et iOS.
Il fait partie de la série You Don't Know Jack.

## Accueil
- Game Informer : 8/10[1]